# Łukasz Bojarski
Łukasz Bojarski (ur. 29 października 1969) – polski prawnik, publicysta, specjalista w zakresie praw człowieka, od 2010 do 2015 członek Krajowej Rady Sądownictwa.

## Życiorys
Absolwent Wydziału Prawa i Administracji Uniwersytetu Warszawskiego. Po studiach zajął się działalnością naukową. Jest autorem publikacji i twórcą programów dotyczących sądownictwa. Pracował na zlecenie m.in. Komisji Europejskiej i Rady Europy jako niezależny ekspert i doradca. Był fundatorem Fundacji „Instytut Prawa i Społeczeństwa” (INPRIS), objął w niej stanowisko członka zarządu (a od 2014 prezesa zarządu). Został też członkiem rady dyrektorów w Public Interest Law Institute. Współpracę podjął także z Fundacją im. Stefana Batorego i Helsińską Fundacją Praw Człowieka.
We wrześniu 2010 prezydent Bronisław Komorowski powołał Łukasza Bojarskiego na swojego przedstawiciela w Krajowej Radzie Sądownictwa. Pełnił tę funkcję do października 2015. Po zakończeniu swojej misji został wyróżniony Medalem „Zasłużony dla Wymiaru Sprawiedliwości – Bene Merentibus Iustitiae”.

## Wybrane publikacje
- Access to justice in Central and Eastern Europe: country reports: Bulgaria, Czech Republic, Estonia, Hungary, Latvia, Lithuania, Poland, Romania, Slovakia, Columbia University Budapest Law Center, Budapeszt 2003
- Access to legal aid in Poland: monitoring report, Helsińska Fundacja Praw Człowieka, Warszawa 2003
- Program Monitoringu Akcesji do Unii Europejskiej (UE): sprawność sądownictwa, Fundacja im. Stefana Batorego, Warszawa 2002
- Sprawny sąd: zbiór dobrych praktyk (współautor), Stowarzyszenie Sędziów Polskich „Iustitia”, Warszawa 2004
- Trybunał Konstytucyjny – informacja, komunikacja, wizerunek (współpr.), Instytut Prawa i Społeczeństwa, Warszawa 2010
- Wstęp do nauki o państwie (opr. red.), „Liber”, Warszawa 1995
- Wybory sędziów do Trybunału Konstytucyjnego, Instytut Prawa i Społeczeństwa, Warszawa 2010
- Z prawem na ty (współautor), Polskie Stowarzyszenie Edukacji Prawnej, Warszawa 1997
- Z prawem na ty, „Zakamycze”, Kraków 1999[6]